# 浮山区
浮山区，中华民国山东省青岛市原辖区。位于主城区东南部，浮山西麓，南濒胶州湾。

## 历史沿革
- 1935年5月，青岛市政府重划市乡区域并改定名称，设置浮山区。
- 1949年青岛市人民政府调整区界设置。
- 1951年，浮山区撤销，与四沧、李村二区共同调整为四方、沧口二区。